# USS Fanshaw Bay
L'USS Fanshaw Bay (CVE/CVHE-70) est un porte-avions d'escorte de classe Casablanca en service dans l'US Navy durant la Seconde Guerre mondiale.
Commandé en juillet 1942, sa quille est posée en vertu du contrat de la United States Maritime Commission le 18 mai 1943 au chantier naval Kaiser Shipyards de Vancouver, dans l'État de Washington. Il est lancé le 1er novembre 1943, parrainé par Mme J. L. Kenworthy, Jr. ; et mis en service à Astoria (Oregon) le 9 décembre 1943 sous les ordres du capitaine Douglass P. Johnson.

## Historique

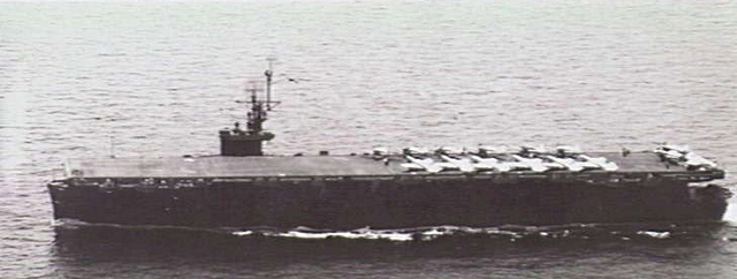
L’USS Fanshaw Bay le 9 février 1944.

Le Fanshaw Bay quitte San Diego le 6 avril 1944 avec le contre-amiral Gerald F. Bogan, commandant de la 25e division de porte-avions, atteignant Majuro le 20 avril. Après 10 jours de patrouilles anti-sous-marines et de recherches aériennes au large de Majuro, il retourne à Pearl Harbor pour un réapprovisionnement et un entraînement. Il rejoint Eniwetok le 29 mai pour les derniers préparatifs de l'assaut de Saipan, qu'il rejoint le 11 juin.
Le 15 juin 1944, pendant de l'invasion de Saipan, le Fanshaw Bay évite de peu la trajectoire d'une torpille après que celui-ci a été pris pour cible par cinq avions japonais. Deux jours plus tard, lors d'un raid de 70 bombardiers japonais, une bombe pénètre dans l'ascenseur arrière et explose avant l'impact au-dessus du pont du hangar, causant la mort de 14 hommes, 23 autres étant blessés. Les incendies sont rapidement maîtrisés mais plusieurs compartiments à l'arrière sont inondés, nécessitant un retour à la base. Le contre-amiral Bogan est transféré sur un destroyer et le navire, escorté par le destroyer USS Callaghan, atteint sans encombre Pearl Harbor pour y être réparé.
Le Fanshaw Bay atteint Manus le 28 août 1944 pour s'entraîner en vue de l'invasion de Morotai, opération débutant début septembre. Le nouveau commandant de la division, Clifton Sprague, opère alors à son bord. Ses avions effectuent des patrouilles aériennes et des missions de soutien. Le 16 septembre, ses avions fournissent une couverture aérienne pour le sauvetage d'un pilote sur la côte de Wasile Bay. Le porte-avions d'escorte se réapprovisionne à Manus du 7 au 12 octobre, avant d'être affecté à l'invasion de Leyte le 20 octobre.
En octobre, il rejoint l'unité spéciale « Taffy 3 » du contre-amiral Clifton Sprague, composée de six autres CVE et de leurs escortes rapprochés. À compter du 20 octobre 1944, en pleine bataille du golfe de Leyte, ses avions effectuent de nombres patrouilles aériennes et sous-marines, des vols d'observation et des largages de matériel de guerre, ainsi que des raids et des frappes en appui direct des troupes à terre. Ces opérations menées depuis l'est de l'île de Samar se sont poursuivies jusqu'au matin du 25, date à laquelle une forces de navires de guerre japonais sont aperçus au nord-ouest. Pendant la bataille de Samar, il est sous le feu des croiseurs japonais, bientôt rejoints par trois destroyers, dont il évite une attaque à la torpille. Tout au long de l'affrontement, il est vaillamment protégé par les destroyers américains jusqu'à 9 h 24, heure à laquelle les forces japonaises battent en retraite pour éviter une attaque aérienne. L'USS Fanshaw Bay a reçu en tout six coups de 8 pouces (203 mm) tirés par les croiseurs. Peu après, alors que le St. Lo est coulé par une attaque kamikaze, le Fanshaw Bay abat un avion sur le point de s'écraser sur son sister-ship Kitkun Bay. Après avoir participé au sauvetage des survivants du St. Lo, le Fanshaw Bay se replie vers Manus sans escorte. Décoré de la Presidential Unit Citation pour ces actions, quatre de ses hommes sont morts au combat et quatre autres ont été blessés.
Réparé à Manus du 1er novembre au 7 novembre 1944, il rejoint un temps San Francisco pour une révision. Après une formation de perfectionnement et une patrouille dans les eaux hawaïennes, le Fanshaw Bay atteint Ulithi le 14 mars 1945 pour ré-embarquer l'amiral Sprague, devenu commandant de la 26e division de porte-avions. Après quelques préparatifs pour l'invasion d'Okinawa, ses avions commencent à attaquer l'île le 25 mars. Il est ancré dans la zone jusqu'au 28 mai, date à laquelle il rejoint la baie de San Pedro, dans les Philippines. Entre le 9 et le 27 juin, il opère au large du Sakishima Gunto, lançant des frappes aériennes tout en assurant une couverture aérienne pendant les opérations de déminage en mer de Chine orientale jusqu'en juillet.
Après un passage à Guam et Eniwetok pour charger des avions et faire le plein, le Fanshaw Bay rejoint Adak et participe à l'occupation du nord du Japon jusqu'à son retour à Pearl Harbor le 24 septembre 1945. Il embarque alors le contre-amiral Ernest Wheeler Litch, qui avait relevé l'amiral Sprague lors de la bataille d'Okinawa. Le porte-avions arrive sur la côte ouest avec des Marine Corps à son bord le 3 novembre et, après un voyage dans la baie de Tokyo puis à San Diego, il est retiré du service, placé en réserve à Tacoma le 14 août 1946 et vendu pour démolition le 26 septembre 1959.

## Décorations
Le Fanshaw Bay a reçu la Presidential Unit Citation et cinq battles stars pour son service pendant la Seconde Guerre mondiale.